# Братт, Иван
Иван Братт (швед. Ivan Bratt; 24 сентября 1878, Йёнчёпинг — 25 января 1956, Беттна) — шведский медик, либеральный политик и предприниматель. Известен прежде всего идеей введения специальных «алкогольных буклетов» для граждан (швед. motbok), ставших впоследствии основой названной в его честь системы Братта, предназначенной для борьбы с пьянством. Так называемая «системная компания» (Systembolaget) изначально была создана в рамках этой системы.

## Биография
Иван Братт был сыном судьи апелляционного суда Акселя Братта (1841—1912) и Эллен Валгрен и приходился дядей в будущем известному ресторатору Хансу Братту (1924—1993). В 1903 году получил степень лиценциата медицины в Стокгольме и с 1903 по 1906 год работал врачом в больнице, а с 1906 года открыл собственную врачебную практику в Стокгольме. В 1908 году был избран в Стокгольмской городской совет, членом которого оставался до 1919 года, являясь одновременно членом комитета по трезвости в период с 1911 по 1920 год и контрольного совета в период с 1915 по 1928 год. Кроме того, был депутатом второй палаты (англ. Andra kammaren) от первого избирательного округа Стокгольма от Либеральной партии в 1921 году. В 1929 году был главой филиала машиностроительной компании SKF в Париже.
В феврале 1908 года Братт, которому тогда было 29 лет, выступил в ходе дебатов в «Лекарском обществе» (швед. Läkaresällskapet) по вопросу чрезмерного потребления алкоголя населением и представил своё предложение по решению данного вопроса. В 1909 году он опубликовал работу «Kan nykterhetsfrågan lösas utan totalförbud?.» (рус. «Возможно ли решить вопрос о воздержании [от алкоголя] без [его] полного запрета?..»).
С 1909 года Братт состоял аудитором компании в Стокгольме в рамках Гётеборгской системы и принял в скором времени решение ликвидировать её, создав вместо неё новую компанию, появившуюся после введения Стокгольмской системы, с 1914 года возглавив её. Он подал заявление и получил концессию на розничную продажу всех видов спиртных напитков в Стокгольме, когда ему было 35 лет. Вскоре он провёл переговоры о покупке бизнеса розничных торговцев спиртными напитками, владельцев винных магазинов и дистилляторов по всей стране и сообщил Министерству финансов, что если ему удастся получить контроль над производством спиртного в стране, то его излишек пойдёт в казну. За период 1917—1918 годов Братт скупил 98 фирм; оплата этих покупок производилась за счёт кредитов, сделок с активами и других соглашений по контрактам. Братт создал частную монополию на алкоголь, которую удерживал на протяжении четырёх лет; его «империя» включала в себя целый ряд заводов по производству спиртного, фирм по его реализации и прочих предприятий. Его первый депозитный платёж в казну составил 5 миллионов крон, что было эквивалентно почти 10 процентам государственного бюджета. Была создана компания Vin & Sprit, и государство должно было выкупить акции.
Усилия Ивана Братта по либерализации алкогольной политики привели к поражению сторонников полного запрета алкоголя в ходе их противостояния со сторонниками Братта.
Был похоронен на кладбище в Беттне. Приходится дедом журналисту Петеру Братту.